# Milja Simonsen
Milja Simonsen (født 11. januar 1997) er en færøsk fodboldspiller, der spiller for den færøske klub Havnar Bóltfelag og for Færøernes kvindefodboldlandshold.

## Hæder
Havnar Bóltfelag
Nr. to
- Færøernes Cup for kvinder: 2014

## Internationale mål
Scoringer og resultater lister Færøernes mål først.
| # | Dato           | Stadion                               | Modstander | Score | Resultat | Turnering                                      | Kilde |
| - | -------------- | ------------------------------------- | ---------- | ----- | -------- | ---------------------------------------------- | ----- |
| 1 | 9. april 2015  | Victor Tedesco Stadium, Ħamrun, Malta | Malta      | 2–0   | 4–2      | Kvalifikation til EM for kvinder 2017          |       |
| 2 | 11. april 2017 | Tórsvøllur, Tórshavn, Færøerne        | Tyrkiet    | 2–1   | 2–1      | VM-kvalifikationskamp til VM 2019, indl. runde |       |